# Kjejang állomás
Kjejang (Gyeyang) állomás a szöuli metró AREX vonalának és az incshoni (incheoni) 1-es metrónak az állomása, mely Incshon (Incheon)ban található.

## Viszonylatok
| AREX                                | AREX                          | AREX                                                      |
| ----------------------------------- | ----------------------------- | --------------------------------------------------------- |
| Kimpho (Gimpo) repülőtér Szöul felé | AREX vonal                    | Komam (Geomam) Incshon (Incheon)i repülőtér 2 felé        |
| Incshon (Incheon) 1                 |                               |                                                           |
| végállomás                          | Incshon (Incheon)i 1-es vonal | Kjulhjon (Gyulhyeon) International Business District felé |